# Liste der Mitglieder der Deutschen Akademie der Naturforscher Leopoldina/1899
Die Liste der Mitglieder der Deutschen Akademie der Naturforscher Leopoldina für 1899 enthält alle Personen, die im Jahr 1899 zum Mitglied ernannt wurden. Insgesamt gab es zehn neu gewählte Mitglieder.

## Neu gewählte Mitglieder
| Nr.  | Name                          | Geboren       | Aufnahme | Gestorben     | Fachsektion              | Bild                     |
| ---- | ----------------------------- | ------------- | -------- | ------------- | ------------------------ | ------------------------ |
| 3122 | Hans Lenk                     | 17. Mai 1863  | 1. Apr.  | 21. Feb. 1938 | Mineralogie und Geologie |                          |
| 3123 | Otto Max Johannes Jaekel      | 21. Feb. 1863 | 11. Apr. | 6. März 1929  | Mineralogie und Geologie | Otto Max Johannes Jaekel |
| 3124 | Franz Wähner                  | 23. März 1856 | 29. Mai  | 4. Apr. 1932  | Mineralogie und Geologie |                          |
| 3125 | Carl Rudolf Burckhardt        | 30. März 1866 | 14. Jul. | 14. Jan. 1908 | Zoologie und Anatomie    | Rudolf Burckhardt        |
| 3126 | Viktor Karl Uhlig             | 2. Feb. 1857  | 20. Jul. | 4. Juni 1911  | Mineralogie und Geologie | Viktor Karl Uhlig        |
| 3127 | Fritz Nötling                 | 17. Juli 1857 | 8. Aug.  | 16. Okt. 1928 | Mineralogie und Geologie | Fritz Noetling           |
| 3128 | Paul Erich Otto Wilhelm Knuth | 20. Nov. 1854 | 18. Aug. | 30. Okt.      | Botanik                  |                          |
| 3129 | Johannes Leopold (Hans) Meyer | 31. März 1871 | 1. Aug.  | 28. Nov. 1942 | Chemie                   |                          |
| 3130 | Cornelio Doelter              | 16. Sep. 1850 | 6. Okt.  | 8. Aug. 1930  | Mineralogie und Geologie |                          |
| 3131 | Johann Friedrich Jaennicke    | 7. Jan. 1831  | 6. Okt.  | 1. Apr. 1907  | Botanik                  |                          |